# Дайкман-стрит (линия Восьмой авеню, Ай-эн-ди)
|   |   |   |   |   |   |
| · | · | · | · | · | · |

|   |   |   |   |   |   |
| · | · | · | · | · | · |

«Дайкман-стрит» (англ. Dyckman Street) — станция Нью-Йоркского метрополитена, расположенная на линии Восьмой авеню, Ай-эн-ди. Станция находится в Манхэттене, в районе Инвуд, на пересечении Бродвея с Дайкман-стрит, возле парка Inwood Hill Park. На станции останавливается маршрут A (круглосуточно). Открыта 10 сентября 1932 года, вместе с другими станциями IND Eighth Avenue Line (за исключением трёх самых южных, открытых несколько позже).
Станция представлена четырьмя путями и двумя боковыми платформами, обслуживающими только крайние пути. Строение напоминает обычную локальную станцию, но она не локальная — отдельных путей для экспрессов на этом участке линии нет, а центральные пути ведут в депо «207-я улица». Южнее станции центральные пути соединяются с крайними.

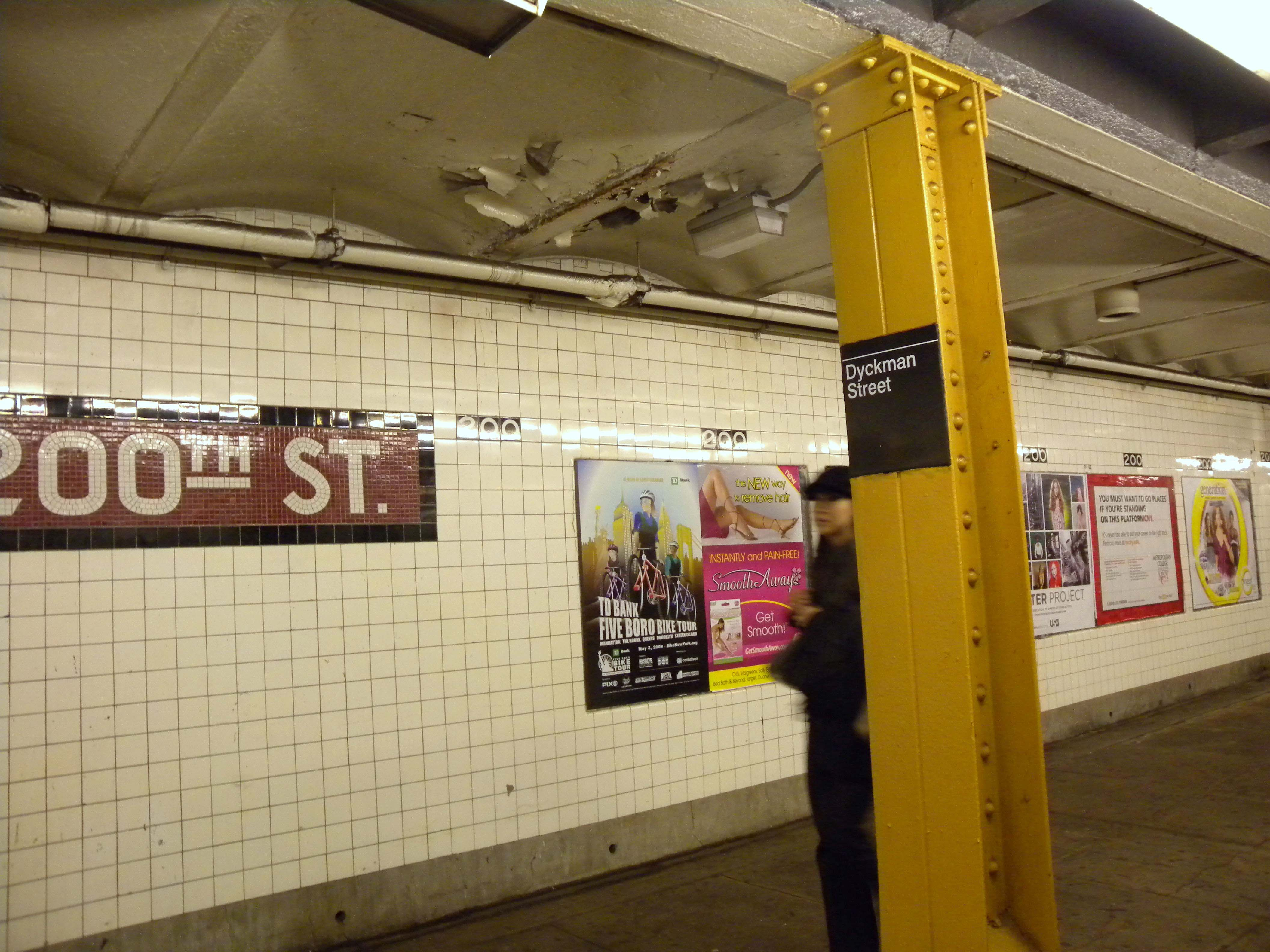
Восточная платформа